# Alter schützt vor Scharfsinn nicht
Alter schützt vor Scharfsinn nicht (Originaltitel Postern of Fate, wörtlich Schlupftür des Schicksals) ist der 64. Kriminalroman von Agatha Christie. Es ist der letzte Roman, den die Autorin geschrieben hat. Die beiden in den folgenden Jahren veröffentlichten Romane – Vorhang und Ruhe unsanft – sind deutlich früher entstanden.
Der Roman erschien zuerst im Vereinigten Königreich im Collins Crime Club im Oktober 1973 und später im selben Jahr in den USA bei Dodd, Mead and Company. Die deutsche Erstausgabe veröffentlichte der Scherz Verlag (Bern, München) 1978 in der bis heute verwendeten Übersetzung von Edda Janus.
Es ermitteln Tommy und Tuppence Beresford in ihrem vierten und letzten Roman.

## Erklärung des englischen Originaltitels
Der englische Originaltitel des Romans ist ein Zitat aus dem Gedicht Gates of Damascus von James Elroy Flecker:
Vier große Tore hat die Stadt Damaskus
Schicksalspforte, Wüstentor, Unglückshöhl und Schreckensfeste
Durchquer sie nicht, oh Karawane und wenn, dann singe nicht
Kennst du jene Stille wo die Vögel tot sind und man trotzdem Vogelzwitschern hört?
(Einleitung der deutschen Hörbuchausgabe, in der Übersetzung von Axel Henrici)
Englisches Zitat:
Four great gates has the city of Damascus
And four Great Wardens, on their spears reclining,
All day long stand like tall stone men
And sleep on the towers when the moon is shining.

This is the song of the East Gate Warden
When he locks the great gate and smokes in his garden.

Postern of Fate, the Desert Gate, Disaster’s Cavern, Fort of Fear,
The Portal of Baghdad am I, and Doorway of Diarbekir.

## Handlung
Nun in den Siebzigern, entscheiden sich Tommy und Tuppence, noch einmal umzuziehen. Sie wollen in einem ruhigen englischen Dorf leben. Das Haus, das sie gekauft haben, enthält noch einige Möbel und Teile der Bibliothek der zahlreichen Vorbesitzer. Darunter findet sich eine umfangreiche Sammlung englischer Kinderbücher. Statt weiter aufzuräumen, liest sich Tuppence in den Büchern fest, weil sie sie an ihre eigene Kindheit erinnern. Als Tuppence die Bücher durchsortiert, entdeckt sie in einem eine verschlüsselte Botschaft: „Mary Jordan ist nicht eines natürlichen Todes gestorben“ und weiter „Es war einer von uns“. Zunächst ist Tommy vom neu erwachten Detektivsinn seiner Frau nicht begeistert. Er lässt sich jedoch bald anstecken und spielt seinerseits Detektiv. So begibt er sich u. a. auf den alten Dorffriedhof, begleitet von seinem Hund Hannibal, auf Spurensuche, stöbert in alten Archiven und nimmt Kontakt zu ehemaligen Geheimdienst-Kollegen in London auf. Beide machen sich nun auf die Suche nach Spuren von Mary Jordan. Sie tauchen in eine deutsch-britische Spionageaffäre aus der Zeit vor dem Ersten Weltkrieg ein und können den Mord an Mary Jordan, einer Agentin in britischen Diensten, teilweise aufklären. Der alte, 90-jährige Gärtner des Paars, Isaac, wird im Verlauf der Romanhandlung ebenfalls ermordet, weil er etwas über die Verschwörer wusste. Letztendlich bleibt der Fall in seiner ganzen Dimension ungeklärt. Die Drahtzieher sind eine kleine Gruppe britischer Faschisten.
Der Schilderung von Hannibals Wesen und Verhalten nimmt in der Romanhandlung breiten Raum ein. Umfangreiche Passagen sind zudem der Beschreibung der alten Kinderbücher, die Tuppence entdeckt hat, gewidmet. Als Lieblingsbuch wird Der schwarze Pfeil von Robert Louis Stevenson genannt.

## Personen
- Tommy und Tuppence Beresford, ein alterndes Ehepaar
- Albert, ihr Diener, inzwischen verwitwet
- Deborah, ihre Tochter, verheiratet und Mutter dreier Kinder (Andrew, Janet und Rosalie)
- Hannibal, ihr kleiner schwarzer Hund, ein Manchester-Terrier
- Isaac, der alte Gärtner
- Miss Little, eine große und ausladende Frau, Spitzname "Die Gemeindetrompete"
- Miss Price-Ridley, eine eckige Dame mit vielen Zähnen
- Mrs. Lupton, eine alte Dame, die an zwei Stöcken geht
- Miss Bolland, wohnt neben dem Pfarrhaus
- Der Vikar
- Miss Griffin, eine kluge alte Dame um die 90
- Clarence, Nachbarsjunge, 13, mit detektivischem Spürsinn
- Mr. Crispin, Geheimagent
- Mr. Robinson, sehr hoher Geheimdienstmann
- Oberst Pikeway, Geheimdienstmann

## Wichtige Ausgaben
- 1973 Collins Crime Club (London), Oktober 1973
- 1973 Dodd Mead and Company (New York)
- 1978 Deutsche Erstausgabe im Scherz Verlag[4]

## Verfilmungen
Dieser Roman ist einer der wenigen Christies, die bisher nicht verfilmt wurden.

## Hörbücher
- 2007 Alter schützt vor Scharfsinn nicht (3 CDs): Gelesen von Peter Kaempfe. Regie: Sven Stricker. Aus dem Englischen von Axel Henrici. Gekürzte Fassung von Michael Bartlett. Der Hörverlag (München)[6]